# الفدرالية الإسلامية بجزر الكناري
الفدرالية الإسلامية بجزر الكناري (بالإسبانية: Federación Islámica de Canarias)‏ وهي منظمة دينية إسلامية تجمع بين الجمعيات والجماعات الدينية الإسلامية حول جزر الكناري. يقع مقرها في مدينة لوس كريستيانوس، في بلدية أرونا جنوب جزيرة تينيريفي (إسبانيا). رئيسها هو حامد علال حامد.
في عام 2013 ظهرت الحاجة الملحة لإنشاء الاتحاد الإسلامي أن مجموعة معا، وتمثل مجتمعات إسلامية مختلفة ومتنوعة في جزر الكناري، بطريقة مماثلة لتلك في مناطق أخرى من إسبانيا. لهذه الغاية، عملت مختلف الجمعيات والمجتمعات الإسلامية في جميع أنحاء الأرخبيل والبلديات المحلية في أديخي وأرونا.
وهو فدرالية تأسست على هذا النحو في أوائل عام 2015، أداء التقديم الرسمي له في 17 ابريل نيسان ان في حفل أقيم في المركز الثقافي في أديخي. وقد أنشئت هذه المنظمة مع الهدف الأساسي من تقديم المشورة إلى المجتمعات الإسلامية الكناري وتسهيل اندماجهم.
والإسلامي من جزر الكناري فدرالية كيان معترف به رسميا من قبل المفوضية الإسلامية في إسبانيا.

## الروابط الخارجية
- الموقع الرسمي